# Sociedad Francesa de Filosofía
La Sociedad Francesa de Filosofía (Société française de philosophie) es una sociedad fundada en 1901 por Xavier Léon y André Lalande. Acogió durante el siglo XX a los más importantes representantes de la ciencia y de la filosofía francesa. La sociedad nació para reunir los trabajos de filósofos y científicos franceses en torno a los grandes problemas de la sociedad, así como para favorecer la crítica y el lenguaje filosófico y para atender a cuestiones relativas a la enseñanza o gestionar la organización de congresos. Además, la sociedad edita desde su nacimiento la Revue de métaphysique et de morale. Actualmente, cuenta aproximadamente con 350 miembros y entre otros proyectos, ha desarrollado el volumen Vocabulario técnico y crítico de la filosofía, dirigido por André Lalande.

## Historia
La sociedad nació con el espíritu de reconciliar las dos grandes tendencias de la filosofía francesa, opuestas en muchos sentidos: el espiritualismo de la razón de un Victor Cousin frente al positivismo de la razón de un Auguste Comte. En efecto, la sociedad persiguió desde sus comienzos un acercamiento general entre científicos y filósofos para aunar también el pensamiento crítico. En realidad, la síntesis de ambas escuelas ha sido limitada y, a veces, se ha excluido, hasta 1939, el materialismo y el pensamiento dialéctico. En cuanto al diccionario, que tenía la función de lograr la universalización del lenguaje filosófico se planteó como un trabajo común, pero las objeciones de algunos miembros destacados de la sociedad, como Henri Bergson o Léon Brunschvicg, obligaron a André Lalande a dirigir solo esta actividad. Lalande publicó el Diccionario entre 1902 y 1922, apelando ocasionalmente a miembros extranjeros, como Bertrand Russell o Edmund Husserl. 
Tras la Primera Guerra Mundial, la Sociedad se declaró a favor de la creación de la Sociedad de las Naciones e invitó a científicos y pensadores procedentes de América como Albert Einstein y John Dewey. El pensamiento alemán de entreguerras estuvo representado por Edmund Husserl y Ernst Cassirer. En 1936, Brunschvicg advirtió de los peligros del comunismo, del fascismo y del nazismo y de la defensa de la paz y de la libertad. El 17 de junio de 1939, Raymond Aron pronunció una conferencia sobre "Estados democráticos y Estados totalitarios".

## Conferenciantes
Entre los conferenciantes invitados figuran nombres como los de Henri Bergson, Edmund Husserl, Albert Einstein, Henri Poincaré, Gustave Belot, Paul Langevin, Jean Perrin, Bertrand Russell, Louis-Victor de Broglie, Georg Lukács, Jean-Paul Sartre, Georges Sorel, Raymond Aron, Claude Lévi-Strauss, Michel Foucault, Jacques Lacan o Jacques Derrida.

## Presidentes
- 1901-1935 : Xavier Léon
- 1936-1939 : Léon Brunschvicg
- 1946-1974 : Jean Wahl
- 1981-1991 : Jacques De Hondt
- 1991-2010 : Bernard Burgués
- 2010-2019 : Didier Deleule
- desde 2019 : Denis Kambouchner